# Rafael Grzelak
Rafał Grzelak (Łódź, 24 de junho de 1982) é um futebolista da Polônia que atualmente está a jogar no Ruch Chorzów. É atacante.